# Horst Weigang
Horst Weigang (* 30. September 1940 in Langenbielau, Kreis Reichenbach, Provinz Schlesien; † 6. September 2024) war ein deutscher Fußballspieler. In der höchsten Spielklasse des DDR-Fußballs, der Oberliga, spielte er in Leipzig für den SC Lokomotive und den 1. FC Lokomotive sowie den FC Rot-Weiß Erfurt. Der Torwart stand zwölfmal zwischen den Pfosten der DDR-Nationalelf.

## Sportliche Laufbahn

### Gemeinschafts- und Clubstationen
Horst Weigang begann seine fußballerische Laufbahn 1952 bei der Medizin Leipzig Mitte, bevor er 1954 zum SC Lokomotive Leipzig wechselte. Neben seinem fußballerischen Engagement wurde er zum Betriebsschlosser bei der Deutschen Reichsbahn ausgebildet. 1961/62 spielte er für eine Saison bei Turbine Erfurt, bevor es ihn zurück nach Leipzig zog. Dort war er bis 1967 beim 1. FC Lokomotive Leipzig beziehungsweise dessen Vorgängerclubs SC Rotation und SC Leipzig aktiv. Im Jahr 1965 wurde er zum Fußballer des Jahres in der DDR gewählt.
1967 wechselte er erneut nach Thüringen und spielte noch bis 1973 beim FC Rot-Weiß Erfurt. Insgesamt bestritt Weigang 234 Oberligaspiele für Erfurt und Leipzig. In der Saison 1971/72 bestritt er 10 Spiele in der zweitklassigen Liga für RWE und teilte sich in dieser Spielzeit auch in der erfolgreich gestalteten Aufstiegsrunde das Tor mit dem Newcomer Wolfgang Benkert. Klaus Reßler, der in der Rückrunde zur Stammkraft avancierte, und Benkert stritten sich in der folgenden Saison um den Platz im Erfurter Tor, während Weigang in seinem finalen Jahr nur noch in vier Partien kurz vor der Winterpause zum Einsatz kam. Am Ende seiner Laufbahn standen für ihn 234 Erstligaeinsätze zu Buche.
Für die Leipziger Farben war Weigang auch auf dem internationalen Parkett aktiv: Neben vier Partien für die Stadtauswahl der Messemetropole stand er für den 1. FC Lok Leipzig in zwölf weiteren Europapokalspielen im Tor.

### Auswahleinsätze
Weigangs internationale Karriere begann im März 1958 in der DDR-Juniorennationalmannschaft. Mit ihr bestritt er insgesamt zehn Spiele und nahm an den UEFA-Juniorenturnieren 1958 und 1959 teil.
Nach sechs Spielen mit der ostdeutschen Nachwuchsauswahl zwischen Oktober 1959 und Juni 1962 gab er sein Debüt in der DDR-Nationalmannschaft am 21. November 1962 in Berlin beim 2:1 gegen die Tschechoslowakei. Bis 1967 bestritt er insgesamt 12 A-Länderspiele für die DDR. 1967 kam im Oktober auch noch ein Einsatz in der B-Nationalelf für Weigang hinzu.
Sein größter Erfolg war der Gewinn der Bronzemedaille mit der gesamtdeutschen Mannschaft, vertreten durch die Auswahl der DDR, bei den Olympischen Spielen 1964 in Tokio. Er wurde im Vorrundenspiel gegen Mexiko an Stelle des Stammtorhüters Jürgen Heinsch eingesetzt.

## Beruflicher Werdegang
Nach seiner aktiven Laufbahn arbeitete Horst Weigang im Trainerstab von Rot-Weiß Erfurt. Weitere Stationen als Trainer waren Motor Weimar, Motor Eisenach (1977 bis 1980), Motor Rudisleben (1980/81), Motor Gotha und Post Erfurt. Des Weiteren war Horst Weigang als Lehrer für soziales Recht und als Sportlehrer im damaligen Chemie- und Anlagenbau Erfurt-Rudisleben tätig. Seit 2000 betrieb Horst Weigang mit seinem Sohn Sven eine Fußballschule in Kleinmachnow.

## Trivia
Seine Tochter Birte wurde eine erfolgreiche Schwimmerin und gewann unter anderem bei den Olympischen Spielen 1988 in Seoul die Goldmedaille mit der 4 × 100-m-Lagenstaffel der DDR.
Sein Sohn Sven Weigang war ebenfalls Torhüter und spielte unter anderem für die BSG Stahl Riesa in der DDR-Oberliga und für Blau-Weiß 90 Berlin in der 2. Bundesliga.